# Epídic

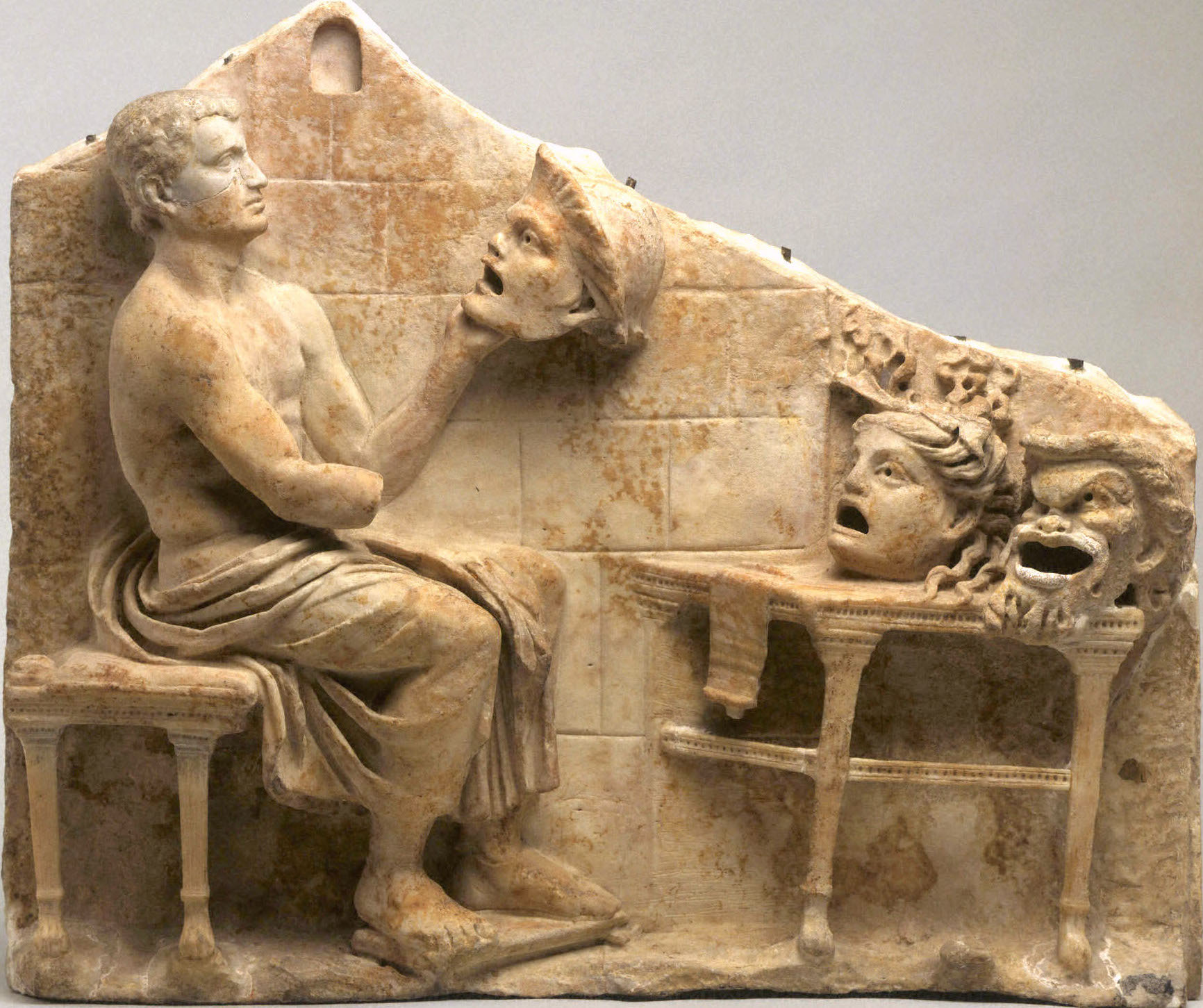
Relleu que representa Menandre, inspirador directe de Plaute

Epídic és una comèdia escrita per Plaute. El títol procedeix del nom del protagonista, un esclau astut, que es desviu per complaure Estrepticles, el fill de l'amo, amb la intenció d'obtenir la llibertat.
En aquesta obra, trobem alguns dels personatges estereotipats habituals en la dramatúrgia plautina, com la puella pulchra ('la noia bonica'); Telesis, el servus callidus ('esclau astut'); Epídic, l'adulensces amans ('adolescent enamorat'), Estrepticles i la domina ('la mare'), Filippa.
Hi són presents, igualment, les situacions arquetípiques procedents de la comèdia nova de Menandre, com ara el tractament de temes quotidians, per exemple: l'amor entre joves, conflictes entre pares i fills, la lluita d'un esclau per aconseguir la llibertat... i sempre s'acaba amb un final feliç.

## Argument
Estrepticles, fill de Perifanes, torna de la guerra amb una presonera esclava que ha comprat amb diners manllevats a un usurer. Aquest fet deixa astorat Epídic, el seu fidel esclau, que després de molts esforços li havia aconseguit la citarista Acropolístide (de la qual Estratipcles estava enamorat), gràcies a un ardit per a enganyar Perífanes. Però, ara calen un altre cop diners per a pagar la nova adquisició. Això genera una sèrie de malentesos i complicacions que acaben amb l'anagnòrisi de la noia objecte del desig com a filla i germana, respectivament, de Perifanes i Estrepticles. Aquest darrer, encara que molest per la pèrdua de la noia i pel fet que ella sigui la seva germanastra, és consolat per Acropolistide, la citarista, el seu primer amor. Epídic, ràpidament perdonat pels seus enganys, és posat en llibertat com a premi per ajudar a reunir un pare i una filla.

## Traduccions al català
Marçal Olivar. Epídic. Barcelona, Fundació Bernat Metge, 1947 (traducció en prosa)